# Hundholmen
Hundholmen est une localité du comté de Nordland, en Norvège.

## Géographie
Administrativement, Hundholmen fait partie de la kommune de Tysfjord.